# Förenade kungariket Portugal, Brasilien och Algarve
Förenade kungariket Portugal, Brasilien och Algarve var en monarki bestående av Portugal, Brasilien och Algarve, samt koloniala besittningar i Afrika och Asien.

## Historia
Statsbildningen skapades i samband med Portugals krig med Napoleon Bonapartes Frankrike. Den portugisiske prinsen, Johan, med sin invalidiserade mor, drottning Maria och det kungliga hovet, flydde 1808 till koloniala Brasilien.
När Napoleon Bonaparte besegrats 1815 försökte man få tillbaka den portugisiska monarken till Lissabon, men prinsen trivdes i Rio de Janeiro, där monarkin var populärare och han kände större frihet, och han var negativt inställd till att återvända till Europa. Dock hävdade de som ville ha tillbaka honom att Brasilien var en portugisisk koloni, och att Portugal inte skulle styras från en sådan. Å andra sidan tryckte ledande brasilianska hovmän på för att höja Brasiliens status, så att de kunde få räknas som medborgare av moderlandet. Brasilianska nationalister stödde också flytten, då de menade att det visade att Brasilien inte längre skulle lyda under Portugals intressen, utan få lika status inom en transatlantisk monarki.
Genom en lag utfärdad av prinsen den 16 december 1815 upphöjdes Brasiliens status till ett kungarike , och samma lag enade de separata kungarikena Portugal, Brasilien och Algarve till en enda stat vid namn Förenade kungariket Portugal, Brasilien och Algarve.  
I statsbildningen ingick det historiska kungariket Algarve, som bestod av senare tiders portugisiska region Algarve som alltid administrerats som en de facto-provins i Portugal - och utomeuropeiska Algarve, de tidigare portugisiska territorier som senare kommit att ingå i Marocko.
Titlarna på de portugisiska kungligheterna ändrades för att spegla skapandet av det transatlantiska kungariket. Drottningen och prinsen blev drottning och prins av Förenade kungariket Portugal, Brasilien och Algarve. Titeln "Prins av Brasilien", som användes, ändrades till "Kunglig prins av Förenade kungariket Portugal, Brasilien och Algarve ".
Den 20 mars 1816 dog drottning Maria i Rio de Janeiro. Prins Johan blev då kung. 
Efter 1820 års liberala revolution i Portugal, lämnade kungen Brasilien och återvände till den europeiska delen av kungariket, och lämnade kvar sin tronföljare att styra den sydamerikanska delen av kungariket ("Kungariket Brasilien").
Parlamentet (Cortes) möttes i Lissabon efter revolutionen för att anta en konstitution, främst skriven av portugisiska delegater. Eftersom revolutionen inträffade i Portugal, där parlamentet valdes, och först senare kunde en brasiliansk delegation väljas och de brasilianska delegaterna tog båten över Atlanten för att medverka i överläggningar. Dessutom ansåg sig brasilianska representanter behandlas illa på gatorna av de portugisiska medborgare som motsatte sig slutet på kolonialt styre. Brasilianare var underrepresenterade i parlamentet.
Dessutom försökte parlamentet, som domineras av en portugisisk majoritet, att sparka den autonoma regeringen i Kungariket Brasilien genom att överlämna provinserna i Brasilien direkt till regeringen i Lissabon, och försvåra den brasilianska självständighetsförklaringen.
1822 utropade Brasiliens regent, prins Peter, Brasiliens självständighet, som en reaktion på parlamentets försök att förhindra det brasilianska hemstyret, och han utropade sig till kejsar Peter I av Brasilien, vilket innebar slutet på statsbildningen. 
Portugal erkände Kejsardömet Brasilien 1825. 
När Brasilien utropade sin självständighet, ändrade kung Johan VI genom ett brev tillbaka titeln på den portugisiska staten till "Kungariket Portugal" och den kungliga titeln till "Kung av Portugal och Algarve". Portugals prins blev i fortsättningen "Kunglig prins av Portugal".

## Monarker
- Maria I, drottning 1815-1816;
- Johan VI, kung 1816-1822.

### Fotnoter
1. ↑  World Statesmen (läst 6 april 2011)
2. ↑  World Statesmen (läst 6 april 2011)

Den här artikeln är helt eller delvis baserad på material från en annan språkversion av Wikipedia.